# Stiven Valencia
Stiven Tobar Valencia (Cali, 27 de octubre del 2000) es un jugador de balonmano colombiano-islandés que juega de extremo izquierdo en el SL Benfica. Es internacional con la selección de balonmano de Islandia.
Su primer gran campeonato con la selección fue el Campeonato Europeo de Balonmano Masculino de 2024.
Nacido en Cali (Colombia), emigró a Islandia con su familia a la edad de tres años, y comenzó a jugar al balonmano a los ocho años en el filial del Valur Reykjavík.

## Palmarés

### Valur
- Liga de Islandia de balonmano (2): 2021, 2022
- Copa de Islandia de balonmano (2): 2021, 2022

## Clubes
| Club            | País     | Año       |
| --------------- | -------- | --------- |
| Valur Reykjavík | Islandia | 2017-2023 |
| SL Benfica      | Portugal | 2023-Act. |